# Taxilejeunea crassiretis
Taxilejeunea crassiretis là một loài Rêu trong họ Lejeuneaceae. Loài này được Herzog mô tả khoa học đầu tiên..